# 효양고등학교
효양고등학교(孝養高等學校)는 대한민국 경기도 이천시 부발읍 신하리에 위치한 공립 고등학교이다.

## 학교 연혁
- 2004년 2월 26일 : 효양고등학교 30학급 인가 6학급 편성
- 2004년 3월 1일 : 제1대 최동환 교장 취임
- 2004년 3월 3일 : 제1회 입학식(6학급 211명)
- 2004년 9월 8일 : 학교 준공
- 2007년 2월 15일 : 제1회 졸업식(6학급 208명)
- 2021년 9월 1일 : 제7대 손희선 교장 취임
- 2024년 1월 5일 : 제18회 졸업식(10학급 244명)
- 2024년 3월 4일 : 제21회 입학식(10학급 278명)

## 참고 자료
- 효양고등학교 - 한국교육학술정보원 학교알리미